# TACACS
TACACS — сеансовий протокол, який використовували на серверах доступу ARPANET. Центральний сервер, який приймає рішення, дозволити або не дозволити певному користувачеві підключитися до мережі.
TACACS не передбачає збору будь-якої статистики. Таким чином від AAA () залишається AA ().
TACACS описаний в документі RFC 1492.
Існують дві версії TACACS: вихідна, що використовувалась в ARPANET та більше нова, допрацьована та застосовувалася (до появи TACACS+) Cisco.